# アカバ空港
アカバ・キング・フセイン国際空港（アラビア語：مطار العقبة、英語：Aqaba King Hussein International Airport）は、ヨルダン・ハシミテ王国アカバにある国際空港。この空港の半径15マイル以内には、エジプト、サウジアラビア、イスラエルがあり、非常に政治的に微妙な立地にある。
この空港では自動着陸システムを備えた滑走路が一本あるだけだが、エジプト方面から紅海を越えて吹いてくる強い南風による砂嵐にもかかわらず、通常天候に恵まれているためほとんど閉鎖することがない。
搭乗ゲートと荷物ターンテーブルがそれぞれがひとつずつのターミナルビルが1棟あるのみだが、現在拡張工事中である。一般旅客用の他に、国王アブドゥッラー2世が所有する王族専用の建物もある。

## 就航航空会社
- ジェットエアフライ（ブリュッセル）
- Jordan Aviation （アシュート,  アンマン, クウェート, ダマスカス, ドバイ, ドーハ, バーレーン）
- ロイヤル・ヨルダン航空 （アンマン, カイロ）
- Royal Wings Airlines （アンマン, テルアビブ）